# 대물방위
대물방위란 정당방위의 요건의 하나인 급박부당한 침해가 사람의 행위가 아니고 그 이외의 단순한 침해의 사실인 때, 이에 대하여 방위행위를 한 경우를 말한다.

## 참고 문헌
- 손동권, 『체계적 형법연습』, 율곡출판사, 2005. (ISBN 8985177915)